# Omloop van het Houtland 2007
L'Omloop van het Houtland 2007, sessantatreesima edizione della corsa, valido come evento dell'UCI Europe Tour 2007 categoria 1.1, si svolse il 26 settembre 2007 per un percorso di 182,5 km. Fu vinto dall'olandese Steven de Jongh, che terminò la gara in 4h05'00" alla media di 44,694 km/h.
Dei 182 ciclisti alla partenza furono in 25 a portare a termine il percorso.

## Squadre partecipanti
| N.      | Cod. | Squadra                         |
| ------- | ---- | ------------------------------- |
| 1-8     | WIE  | Team Wiesenhof-Felt             |
| 11-18   | QSI  | Quick Step-Innergetic           |
| 21-28   | PRL  | Predictor-Lotto                 |
| 31-38   | UNI  | Unibet.com                      |
| 41-48   | SKS  | Skil-Shimano                    |
| 51-58   | JAC  | Chocolade Jacques-Topsport Vl.  |
| 61-68   | LAN  | Landbouwkrediet-Tönissteiner    |
| 71-78   | DFL  | DFL-Cyclingnews-Litespeed       |
| 81-88   | JAR  | Jartazi-Promo Fashion           |
| 91-98   | 3CG  | Team 3C Gruppe-Lamonta          |
| 101-108 | RB3  | Rabobank Continental Team       |
| 111-118 | PCO  | Palmans-Collstrop               |
| 121-128 | DLV  | Davitamon-Win for Life-Jong Vl. |

| N.      | Cod. | Squadra                          |
| ------- | ---- | -------------------------------- |
| 131-138 | UBB  | Ubbink-Syntec Cycling Team       |
| 141-148 | FLA  | Babes Only-Villapark L.-Flanders |
| 151-158 | TRS  | Team Regiostrom-Senges           |
| 161-168 | PCH  | Time-Van Hemert                  |
| 171-178 | CTM  | Continental Team Milram          |
| 181-188 | TPH  | Team GLS                         |
| 191-198 | SUN  | Sunweb-Pro Job                   |
| 201-208 | KLA  | Klaipeda-Splendid Cycling Team   |
| 211-218 | PZC  | Profel-Ziegler Continental Team  |
| 221-228 | PCW  | Pôle Continental Wallon-Bergasol |
| 231-238 | FPT  | P3Transfer-Fondas Team           |
| 241-248 | RBR  | Rietumu Bank-Riga                |

## Ordine d'arrivo (Top 10)
| Pos. | Corridore           | Squadra         | Tempo    |
| ---- | ------------------- | --------------- | -------- |
| 1    | Steven de Jongh     | Quick Step      | 4h05'00" |
| 2    | Baden Cooke         | Unibet.com      | a 3"     |
| 3    | Niko Eeckhout       | Ch. Jacques     | s.t.     |
| 4    | Stefan van Dijk     | Wiesenhof       | a 7"     |
| 5    | Matthias Friedemann | 3C-Lamonta      | s.t.     |
| 6    | Wouter Mol          | Fondas-P3       | s.t.     |
| 7    | Gorik Gardeyn       | Unibet.com      | s.t.     |
| 8    | David Boucher       | Landbouwkrediet | s.t.     |
| 9    | Maarten Tjallingii  | Skil-Shimano    | s.t.     |
| 10   | Coen Vermeltfoort   | Rabobank Cont.  | s.t.     |